# بونتياناك

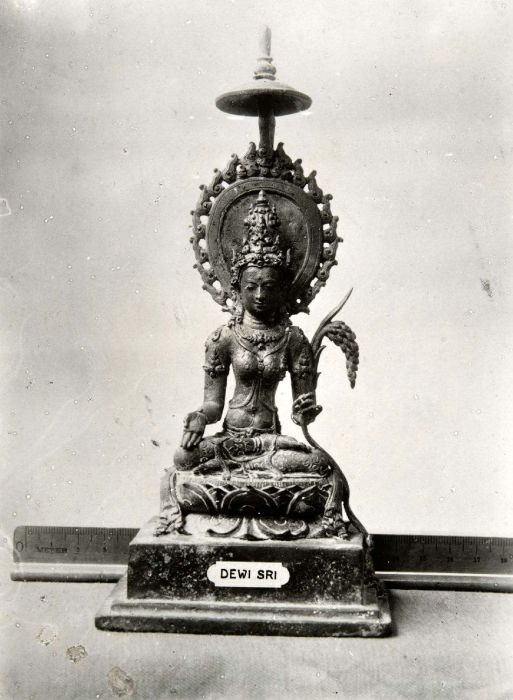
شخصية تمثل الإلهة تي ريتسي ديفي سري

البونتياناك في ثقافة المالاي هي في العادة امرأة تعتبر من مصاصي الدماء كانت قد توفيت وهي طفلة وأصبحت فيما بعد من الأشخاص الذين لا يموتون. تظهر عادة على أنها امرأة جميلة تدفعك إلى التوقف لأجلها على جادة الطريق من ثم تقوم بقتلك.